# Gammarus pseudosyriacus
Gammarus pseudosyriacus is een vlokreeftensoort uit de familie van de Gammaridae. De wetenschappelijke naam van de soort is voor het eerst geldig gepubliceerd in 1977 door Karaman & Pinkster.
Deze 22 mm grote (mannelijke dieren), bruinachtige gammaride komt wijd verspreid voor in het nabije oosten: o.a in Israël, Syrië, Turkije, Iran en Afghanistan. Het leeft in (zoete) bronnen en oases in min of meer woestijnachtige gebieden. In sommige van deze wateren kan de temperatuur oplopen tot 34°C. Een temperatuur die fataal is voor de meeste andere gammariden.
Nader onderzoek gericht op een herbeschrijving van G. pseudosyriacus resulteerde in een tot dan toe onbekende ondersoort G. pseudosyriacus issatisi. Deze ondersoort werd in 2012 aangetroffen in het Zagrosgebergte in de provincie Yazd in het zuiden van Iran.
G. pseudosyriacus issatisi heeft een kleinere lichaamslengte (man 17 mm) dan G. pseudosyriacus en heeft kleinere ogen en een korter flagellum van de eerste en tweede antenne.